# 傅嶽棻
傅嶽棻（1878年—1951年），字治薌，號娟净，湖北省武昌府江夏县永豐一里人，清末民初政治人物、历史学家、詩人。

## 生平
光緒戊寅年九月初十日生，张之洞门生，二十九年中举人。此后他任山西巡撫署文案。1904年（光緒30年）以后，他历任山西大学堂教務長、山西大学堂代理总監督、京師学部总務司司長、普通司司長。
中華民国成立後的1912年（民国元年），他任中华民国北京政府国務院銓叙局检事。1919年（民国8年）6月，他署理教育部次長（正式就任于同年12月）。他任钱能訓内阁代理教育总長。后来他在龔心湛臨時内閣、靳雲鵬内閣、薩鎮冰臨時内閣同样代理教育总長。1920年（民国9年）8月，他辞任，受郑孝胥邀请，曾短期任满洲国宮內府秘書官。后辞职回北平任教授。
历任中国学院教授、河北大学教授兼系主任、北京大学教授、北京師範大学教授，两任国家图书馆馆长。解放后任北京师范大学中文系主任，国务院参事室参事。《湖北文徴》編修。
1951年2月，傅嶽棻逝世。享年74岁。遗著有《遗芳室诗文集》16卷，现存北京图书馆。